# Dragon Quest XI
Dragon Quest XI is een computerrollenspel (RPG) dat uitkwam in Japan in 2017 voor de Nintendo 3DS en PlayStation 4. Het spel is ontwikkeld en uitgegeven door Square Enix. In 2018 verscheen het spel wereldwijd voor de PS4 en Windows. Op 27 september 2019 kwam een verbeterde versie uit voor de Nintendo Switch onder de titel Dragon Quest XI S: Echoes of an Elusive Age - Definitive Edition.

## Plot
Het spel speelt zich af in een fictieve, magische versie van de Sengoku-periode in Japan. Het volgt het personage Wolf, een ninja die wraak zweert op een samoerai-clan die zijn meester heeft aangevallen en ontvoerd.

## Gameplay
De gameplay van het spel draait om verkenning van de spelwereld en de gevechten tegen monsters die de spelers onderweg tegenkomen. Deze gevechten vinden beurtelings plaats zoals bij veel andere rollenspellen.

## Personages
| Japanse naam       | Engelse naam | Klasse           |
| ------------------ | ------------ | ---------------- |
| Hero               | Hero         | held             |
| Kamyu              | Erik         | dief             |
| Veronica           | Veronica     | tovenares        |
| Senya              | Serena       | priesteres       |
| Silvia             | Sylvando     | krijger          |
| Rou                | Rab          | paladijn         |
| Martina            | Jade         | vechtkunstenares |
| Greig              | Hendrik      | kampioen         |
| Overige personages |              |                  |
| Emma               | Gemma        |                  |
| Humphrey           | Vince        |                  |
| Maya               | Mia          |                  |
| Rey Delkadar       | Carnelian    |                  |
| Homeros            | Jasper       |                  |

## Ontvangst
| Recensiescore                     | Recensiescore                            |
| Recensieverzamelaar               | Score                                    |
| --------------------------------- | ---------------------------------------- |
| Metacritic                        | 86/100 (PS4) 80/100 (pc) 91/100 (Switch) |
| Publicist                         | Score                                    |
| Destructoid                       | 8/10                                     |
| Electronic Gaming Monthly         | 8,5/10                                   |
| Famitsu                           | 40/40                                    |
| Game Informer                     | 8,25/10                                  |
| GameSpot                          | 9/10                                     |
| IGN                               | 8,8/10                                   |
| Award(s)                          |                                          |
| Game of the Year (Famitsu)        |                                          |
| Excellence Prize (Game Critics)   |                                          |
| Best Role-Playing Game (Titanium) |                                          |

Dragon Quest XI is grotendeels positief ontvangen in recensies. Volgens aggregatiewebsite Metacritic prees men het visuele gedeelte, de beurtelingse gevechten, het plot en personages.
Ondanks dat men in vele recensies dit het beste spel in de serie vindt, evenals een van de beste moderne JRPG's in het algemeen, was er enige kritiek op het overmatig traditionele en niet-innovatieve ontwerp van het spel. Ook kon niet iedereen de MIDI-achtige muziek waarderen die vaak niet paste bij het visuele gedeelte. Als gevolg brachten enkele fans een eigen modificatie uit met bestaande orkestrale opnames.
Famitsu, een Japans computerspeltijdschrift, gaf het spel de hoogst mogelijke score van 40 punten.
In november 2018 zijn er van het spel wereldwijd vier miljoen exemplaren verkocht.